# آریان ۵
آریان ۵ (به انگلیسی: Ariane 5) یک راکت اروپایی و بخشی از خانواده موشک‌های آریانی است که محموله‌هایی (معمولاً ماهواره‌های مخابراتی) را به مدار زمین‌ثابت انتقال یا مدار نزدیک زمین حمل می‌کند. راکت آریان ۵ با مجوز سازمان فضایی اروپا و مرکز ملی مطالعات فضایی فرانسه ساخته شد.
به گفته دانیل نوینشواندر، مدیر ترابری فضایی در آژانس فضایی اروپا، پس از پرتاب در ۱۵ اوت ۲۰۲۰، آریان‌اسپیس قبلاً قراردادهایی را برای هشت پرتاب آخر آریان ۵ امضا کرده‌است که قبل از انتقال به پرتابگر جدید آریان ۶ باقی مانده‌است.

## آریان ۵ ام‌ای
آریان ۵ ام‌ای تا اوایل سال ۲۰۱۵ در حال توسعه بود و به عنوان یک پروژه بینابینی بین آریان ۵ ای‌اس و آریان ۶ جدید دیده می‌شد. با برنامه‌ریزی اولین پرواز برای سال ۲۰۱۸، آریان ۵ ام‌ای پرتابگر اصلی آژانس فضایی اروپا تا آن زمان بود. ورود نسخه جدید آریان ۶. آژانس فضایی اروپا بودجه توسعه آریان ۵ ام‌ای را در اواخر سال ۲۰۱۴ متوقف کرد تا توسعه آریان ۶ را در اولویت قرار دهد.

## پرتاب تلسکوپ فضایی جیمز وب
به فضا بردن تلسکوپ فضایی جیمز وب توسط این راکت انجام شد.

## آمار پرتاب
خودروهای پرتاب آریان ۵ از سال ۱۹۹۶ تاکنون ۱۱۱ پرتاب را جمع‌آوری کرده‌اند که ۱۰۶ مورد از آنها موفقیت‌آمیز بوده و ضریب موفقیت ۹۵٫۵ درصدی را به همراه داشته‌است. بین آوریل ۲۰۰۳ و دسامبر ۲۰۱۷، آریان ۸۳٫۵ مأموریت متوالی را بدون شکست انجام داد، اما پرتابگر در ژانویه ۲۰۱۸ دچار شکست نسبی شد.

## آریان ۶
خلاصه طراحی نسل بعدی پرتابگر آریان ۶ خواستار یک پرتابگر کم‌هزینه و کوچک‌تر بود که قادر به پرتاب یک ماهواره تا وزن ۶۵۰۰ کیلوگرم (۱۴۳۰۰ پوند) به GTO بود. با این حال، پس از چندین تغییر، طراحی نهایی تقریباً از نظر عملکرد با آریان ۵ یکسان بود،در عوض بر کاهش هزینه‌های ساخت و قیمت‌های راه‌اندازی تمرکز داشت.
پیش‌بینی می‌شود که این پروژه ۴ میلیارد یورو هزینه داشته باشد. در سال ۲۰۲۰، اولین پرتاب آزمایشی آن برای سال ۲۰۲۱ برنامه‌ریزی شد.از مارس ۲۰۱۴، آریان ۶ با قیمتی حدود ۷۰ میلیون یورو به ازای هر پرواز یا تقریباً نیمی از قیمت فعلی آریان ۵ به فضا پرتاب خواهد شد.